# Раш Лимбо
Раш Хадсон Лимбо III (енгл. Rush Hudson Limbaugh III; Кејп Џирардо, 12. јануар 1951 — Палм Бич, 17. фебруар 2021) био је амерички радијски водитељ и конзервативни политички коментатор. Водио је емисију „Шоу Раша Лимбоа“ (енгл. The Rush Limbaugh Show), која се емитовала широм САД путем Premiere Radio Networks. „Шоу Раша Лимбоа“ је најслушанија радијска емисија у САД, са преко 14 милиона слушалаца седмично. Лимбо је 2008. продужио уговор за емитовање емисије на још осам година, што ће му донети зараду од 400 милиона долара.
Лимбо је критиковао либералне политичаре и ставове и често оптужујући највеће америчке медије да су пристрасни, односно да промовишу либералне вредности. 
Објавио је две књиге, „The Way Things Ought to Be“ и „See, I Told You So“. Обе су биле на првом месту бестселера Њујорк тајмса.